# Sausalito (Kalifornija)
Sausalito je grad u američkoj saveznoj državi Kalifornija. Prema popisu stanovništva iz 2010. u njemu je živjelo 7.061 stanovnika.